# Élection du président de l'Assemblée nationale du Québec en 2008
Vous lisez un « bon article » labellisé en 2012.
L'élection du président de l'Assemblée nationale du Québec en 2008 a permis l'élection, le 21 octobre 2008, du député péquiste François Gendron au poste de président de l'Assemblée nationale du Québec. L'élection avait été rendue nécessaire par la démission de Michel Bissonnet le 14 juillet 2008. Dans un contexte où le gouvernement Charest était minoritaire à l'Assemblée nationale, l'élection de son candidat, Yvon Vallières, n'était pas assurée. L'opposition officielle, l'Action démocratique du Québec, s'opposant à la candidature de Vallières, s'est alliée avec le Parti québécois pour faire échec à la candidature libérale.
Ainsi, la veille de l'élection, l'ADQ a annoncé vouloir appuyer un quatrième candidat non déclaré, le député péquiste François Gendron, afin de pouvoir rallier le Parti québécois et battre le candidat libéral. Cette stratégie s'est avérée un succès et François Gendron, député d'Abitibi-Ouest, est devenu le deuxième président de l'Assemblée nationale à ne pas provenir du parti gouvernemental. L'autre étant Arthur Turcotte, député conservateur-indépendant, élu lors de la formation du gouvernement minoritaire de Lotbinière en 1878.

## Contexte
C'est le 21 juin 2008 que La Presse fait état des rumeurs voulant que le président de l'Assemblée nationale en poste, Michel Bissonnet, remette sa démission. Le principal intéressé annonça, le 14 juillet 2008, son intention de se présenter au poste de maire de l'arrondissement de Saint-Léonard, à la suite du départ récent de l'ancien maire Frank Zampino. La démission de Michel Bissonnet survient dans un contexte difficile de gouvernement minoritaire. Plusieurs avaient soulevé la difficulté que ce dernier avait à occuper ce poste, notamment en regard du plusieurs critiques venant de son parti sur son attitude trop encline aux partis d'opposition. La démission étant survenue durant l'été, moment où l'Assemblée nationale ne siège pas, l'élection devait avoir lieu lors de la séance suivante.

## Candidatures

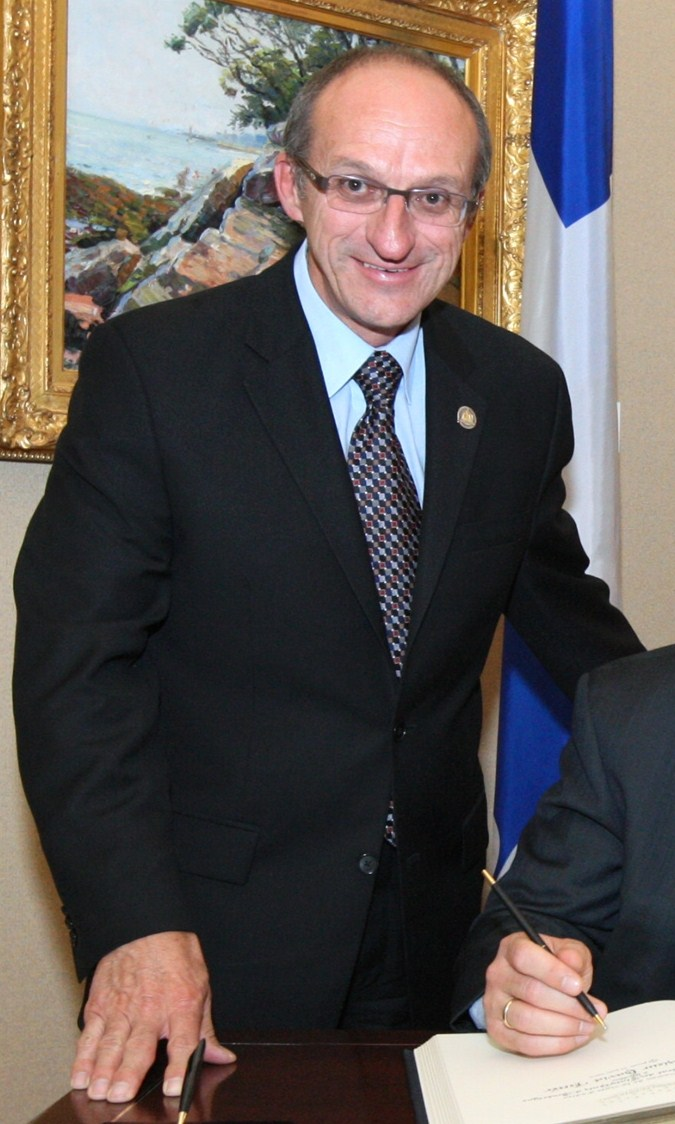
Le candidat libéral, Yvon Vallières.

Dans les quelques jours suivants la démission de Bissonnet, plusieurs libéraux sont vus pour lui succéder : Pierre Paradis, Fatima Houda-Pepin, Jacques Chagnon et François Ouimet, mais c'est toutefois sur Yvon Vallières que le premier ministre Charest jettera son dévolu. Dans les rangs adéquistes, le choix du candidat s'est rapidement porté sur Marc Picard, alors troisième vice-président de l'Assemblée,. Celui-ci avait exprimé son désir de poursuivre la réforme du fonctionnement de l'Assemblée nationale et souhaitait rétablir la confiance entre les citoyens et l'Assemblée nationale : 

« [...] à l'image de ce que l'on peut observer dans plusieurs parlements, [...] il est important de permettre des votes libres. Il importe aussi de resserrer le décorum de la période de questions afin qu'ait lieu un véritable exercice de reddition de compte plutôt qu'un simple exercice de politique spectacle
. »

— Marc Picard, L'occasion d'une réforme, le défi de l'ouverture
Du côté du Parti québécois, le caucus décida de présenter l'ancien ministre Maxime Arseneau, député des Îles-de-la-Madeleine.

## L'élection
L'Action démocratique du Québec s'est montrée opposée à la candidature de Yvon Vallières dès le mois d'août 2008. Le parti considérait que Vallières était un « fier-à-bras » des libéraux. Mario Dumont avait alors dit que : 

« À un caucus, tu décides que c'est le « goon » et six mois après, à un autre caucus, tu décides que c'est M. Gentilhomme qui rallie les gens de tous les horizons »

— Mario Dumont
Il faisait alors référence à l'attitude d'Yvon Vallières dans certains débats à l'Assemblée où celui-ci aurait pris des positions très partisanes. Les remarques de Dumont à l'endroit de Vallières vaudront au chef un concert de réprimandes de la part des libéraux. Plusieurs analystes avaient d'ailleurs été étonnés de cette prise de position de l'ADQ,. L'ADQ justifia son opposition sur le candidat lui-même, mais aussi sur l'attitude du gouvernement envers cette élection. Selon le leader parlementaire de l'opposition, Sébastien Proulx, une tradition était établie de consulter l'opposition officielle avant de choisir un candidat pour la présidence de l'Assemblée. Il semblerait que Jean Charest n'ait pas contacté Mario Dumont à ce sujet. L'équipe libérale démentira cette affirmation. Vallières mènera tout de même une campagne pour convaincre les députés de sa candidature. Par preuve de bonne foi, il démissionnera de son poste de président du caucus libéral.
Alors que tout se dirigeait vers une élection à trois candidats où Yvon Vallières aurait fort probablement gagné (le Parti libéral était le parti avec le plus de sièges), l'Action démocratique surprend la classe politique en proposant un 4e candidat la veille de l'élection : le péquiste et doyen des députés François Gendron. Ce faisant, le candidat adéquiste Marc Picard se retirait de la course et demandait à Maxime Arseneau d'en faire autant. La manœuvre surprit non seulement le Parti québécois, mais soulèvera l'ire du leader du gouvernement Jean-Marc Fournier. Lors d'une conférence, ce dernier ne ménagea pas les partis d'opposition qualifiant le geste de « rupture de la cohabitation » et de « manœuvre faite pour tromper ». En effet, outre entre 1878 et 1882, le président de l'Assemblée nationale avait toujours été choisi parmi les députés du parti formant le gouvernement.
L'élection a eu lieu le 21 octobre 2008, lors de la première séance parlementaire au retour de l'été. L'élection du député d'Abitibi-Ouest, François Gendron s'est faite sans difficulté en raison de l'appui de l'Action démocratique du Québec et du Parti québécois. Il est important de noter qu'il est impossible de savoir, bien que cela est fort probable, si les députés des deux partis ont bel et bien appuyé la candidature de Gendron. En effet, à la suite d'un accord unanime entre les députés à l'Assemblée, le vote s'est fait au scrutin secret. De plus, le nombre de voix recueillis par chacun des candidats n'est pas divulgué en vertu d'une entente entre les députés de l'Assemblée.
Le mandat de François Gendron a commencé dans la controverse alors que ce dernier a été obligé d'interrompre le discours du premier ministre Jean Charest alors que celui-ci prétendait qu'il avait usé de « subterfuge » et avait « caché » sa candidature,. Jean Charest avait, un peu plus tôt, refusé de respecter une tradition parlementaire voulant que le premier ministre et le chef de l'opposition officielle aillent chercher le président sur son siège de député pour l'emmener au fauteuil du président,. Le premier ministre a été virulent dans son discours suivant l'élection :

« les circonstances menant à votre [François Gendron] élection portent atteinte au climat de confiance nécessaire au fonctionnement de notre Assemblée. Historiquement, l'élection du président de notre Assemblée est un moment important, un moment solennel où les parlementaires choisissent celui parmi eux qui présidera leurs débats. [...] Dans les derniers jours, les deux partis d'opposition se sont prêtés à une malheureuse intrigue. Cela a des conséquences. Les Québécois doivent savoir à quel jeu de coulisses se sont prêtés l'ADQ et le PQ. [...] jamais le scénario qui s'est joué au cours des dernières heures n'a été évoqué. Nous comprenions tous les trois que chaque parti respecterait sa parole. [...] Est-il normal que vous-même n'ayez jamais communiqué avec mon leader, avec moi ou avec quiconque de notre caucus pour nous informer de votre candidature? Est-il normal que vous ayez joué de subterfuges [...] M. le Président, est-il normal que, pour occuper le fauteuil de président de l'Assemblée nationale du Québec, vous ayez dû cacher votre candidature? [...] et je ne connais aucun autre Parlement de tradition britannique où un président aura été élu, envoyé au fauteuil sans qu'il y ait préalablement une consultation avec le gouvernement. Aucun. Et, en 216 ans d'histoire au Québec, ce n'est jamais arrivé. »

— Jean Charest, Allocution du Premier ministre à la suite de l'élection de François Gendron

## Impacts et analyse
| « La seule chose dont je suis certaine, c’est que Pauline Marois voulait se débarrasser de Gendron, parce qu’il n’est pas bon » — Diane Lemieux, ancienne leader du Parti québécois |

Le Parti libéral a réagi fortement aux manœuvres de l'opposition en raison d'un droit qui semblait acquis au gouvernement depuis des siècles : le choix de la personne qui occupe le poste de président de l'Assemblée. Bien qu'aux dires de l'ADQ le gouvernement ait agi dans une optique de confrontation, le député Yvon Vallières avait effectué plusieurs gestes conciliants pour démontrer son intérêt pour le poste. Toutefois, en raison de l'impact limité de la personne qui occupe le poste de président, plusieurs journalistes n'ont pas manqué de soulever que Jean Charest cherchait depuis plusieurs semaines une raison pour convoquer des élections générales. Peindre les partis d'opposition d'obstructionnisme lui donnerait une excuse facile pour demander aux Québécois de donner une majorité au Parti libéral. La 39e élection générale a en effet été convoquée le 5 novembre 2008, quelques semaines plus tard. Le mandat de François Gendron n'a donc duré que 2 mois et 24 jours et il n'a présidé que sept séances de l'Assemblée. Au retour de l'élection, le parti libéral redevenu majoritaire à l'Assemblée nationale, fait élire Yvon Vallères au poste de président le 12 janvier 2009.

#### Articles généraux
- Président de l'Assemblée nationale du Québec
- Assemblée nationale du Québec
- 2008 au Québec

#### Articles sur les candidats
- Maxime Arseneau (Parti québécois)
- François Gendron (Parti québécois)
- Marc Picard (Action démocratique)
- Yvon Vallières (Parti libéral)